# Municipio de Carlinville
El municipio de Carlinville (en inglés: Carlinville Township) es un municipio ubicado en el condado de Macoupin en el estado estadounidense de Illinois. En el año 2010 tenía una población de 6665 habitantes y una densidad poblacional de 72,76 personas por km².

## Geografía
El municipio de Carlinville se encuentra ubicado en las coordenadas 39°18′15″N 89°52′10″O / 39.30417, -89.86944. Según la Oficina del Censo de los Estados Unidos, el municipio tiene una superficie total de 91.6 km², de la cual 91.6 km² corresponden a tierra firme y (0%) 0 km² es agua.

## Demografía
Según el censo de 2010, había 6665 personas residiendo en el municipio de Carlinville. La densidad de población era de 72,76 hab./km². De los 6665 habitantes, el municipio de Carlinville estaba compuesto por el 96.56% blancos, el 1.52% eran afroamericanos, el 0.21% eran amerindios, el 0.41% eran asiáticos, el 0.02% eran isleños del Pacífico, el 0.39% eran de otras razas y el 0.9% pertenecían a dos o más razas. Del total de la población el 1.02% eran hispanos o latinos de cualquier raza.